# 포드비엘스키알레역
포드비엘스키알레역(U-Bahnhof Podbielskiallee)은 베를린 슈테글리츠첼렌도르프구 달렘에 있는 U3의 역이다. 역의 이름은 프로이센 장군 빅토르 폰포드비엘스키(Victor von Podbielski)에서 따 왔다. 이 역 서쪽부터 U3 노선의 지상 구간이 시작된다.

## 역사
빌머스도르프-달렘 도시철도(Wilmersdorf-Dahlemer-Untergrundbahn)의 비텐베르크플라츠-틸플라츠 구간 개통 당시 영업을 시작했다. 건설 당시 역 주변은 새로운 택지 및 농지가 조성되고 있었다. 1924년에는 역 근처에 프로이센 기록 보관소(Geheimes Staatsarchiv Preußischer Kulturbesitz)가 설립되었다.
역사 건설은 1911년부터 1913년까지 진행되었으며 하인리히 슈바이처(Heinrich Schweitzer)가 설계했다. 중세 시대의 성을 연상시키는 양식으로 설계되었다. 1902년 개업한 베를린 란스도르프역과 유사하게 20세기 초에 건설된 다른 역사의 건축을 참조했다. 원래 외벽은 모래색으로 칠해졌으며, 현재는 밝은 갈색으로 칠해져 있으며 붉은 사암으로 강조하고 있다. 역 출입문은 역사 중앙 목제 출입문으로 이뤄지며, 출입문 위에는 반원형 공간에 격자가 설치된 유리 창문이 있다. 출입문 위에는 역명이 프락투어로 표기되어 있고, 그 위에는 U반을 상징하는 내부 조명이 설치된 "U"자가 붙어 있다. U자의 빈 공간에는 일대의 지주이자 개발을 주도한 아돌프 좀머펠트(Adolf Sommerfeld)의 개인 문장이 들어가 있다. 대합실 내부는 밝은 색으로 도색되었고 아스팔트로 바닥이 포장되었다.
제2차 세계 대전으로 인하여 역이 파괴되었고, 원래 형태로 재건축되었다. 전쟁 후 역 승강장과 천장 구조물이 연장되었다. 철제 기계실 두 곳과 목제 벤치 2개는 역 건설 당시 원형을 보존하고 있다.
2018년 10월 16일부터 엘리베이터 운영을 시작했다. 역 승강장에서 보도로 이어진다. 엘리베이터와 점자 블록 설치 및 천장 구조물 개보수 예산은 약 170만 유로이다.

## 인접 철도역
| 베를린 지하철 3호선         | 베를린 지하철 3호선 | 베를린 지하철 3호선                         |
| --------------------------- | ------------------- | ------------------------------------------- |
| 달렘도르프 크루메 랑케 방면 | U3                  | 브라이텐바흐플라츠 바르샤우어 슈트라세 방면 |

## 참고 문헌
- Sabine Bohle-Heintzenberg: Architektur der Berliner Hoch- und Untergrundbahn, Verlag Willmuth Arenhövel, Berlin 1980, ISBN 3-922912-00-1, S. 132/133
- Biagia Bongiorno: Verkehrsdenkmale in Berlin – Die Bahnhöfe der Berliner Hoch- und Untergrundbahn, Michael Imhof Verlag, Berlin 2007, ISBN 978-3-86568-292-5; S. 118.